# Monti d'Or
I monti d'Or (o " il monte d'Or" ) (in francese monts d'Or [mõdɔʀ]) sono un piccolo massiccio situato a nord- ovest di Lione, che si estende a sud per una decina di chilometri, delimitato a est dalla Saona, a ovest da un leggero avvallamento che lo separa dalla parte settentrionale dei monti del Lionese.

## Toponimia
Attualmente, per consuetudine, viene utilizzato il plurale nella denominazione del massiccio (" i monti d'Or" ). Ciononostante, l'impiego del singolare ( " il monte d'Or" ) è attestato in utilizzi più antichi e si può trovare, per esempio, nei toponimi dei comuni del massiccio o nel nome della via del Monte d' Or nel IX arrondissement di Lione. Entrambi sono attestati nella letteratura scientifica, per Paul Berthet
. L'istituto nazionale di informazione geografica e forestale utilizza il nome al singolare.

### Attestazioni antiche
Il nome del massiccio è attestato sotto diverse forme: Manduo Dorum, Dorum Manlo, mano dorum, Mons duranus ou duronius  tra 500 e 600, Mons Aureus nel X secolo, Montour, Montor, Montur in patois, Mondor, Mont d'or.

### Etimologia
L'etimologia del nome monte d'Or è stata oggetto di diverse ipotesi più o meno fondate, basate da una parte sul significato apparente di "monte dorato", aggettivo riferitosi al colore delle pietre e alla ricchezza del luogo, e dall'altra parte sul rifiuto di questo significato apparente, che sembrerebbe doversi ricondurre a una radice celtica:  Incerta .Il monte d'Oro è, da sempre, conosciuto per la qualità dell'acqua, estratta durante l'epoca romana, e per le numerose sorgenti.

## Geografia
Si tratta di un massiccio calcareo di origine secondaria a uno zoccolo cristallino ( gneiss e granito). A est, il fianco è ripido, separato dalla Saona da una " spiaggia" di qualche centinaio di metri. A ovest e a nord- ovest, le pendenze sono leggere, anche se scavate da profonde gole. La sua topografia è caratterizzata da due grandi faglie orientate NE/SO :
- La faglia di Limonest/ Poleymieux, la più importante, divide due linee di cresta con stesso orientamento: a ovest la Croix Rampaux, il monte Py e il monte Verdun, a est la cresta d'Albigny, il monte Thou, il monte Narcel e il monte La Roche.
- La faglia di Saint- Cyr/ Saint- Romain, che isola il monte Cindre dal resto del massiccio.

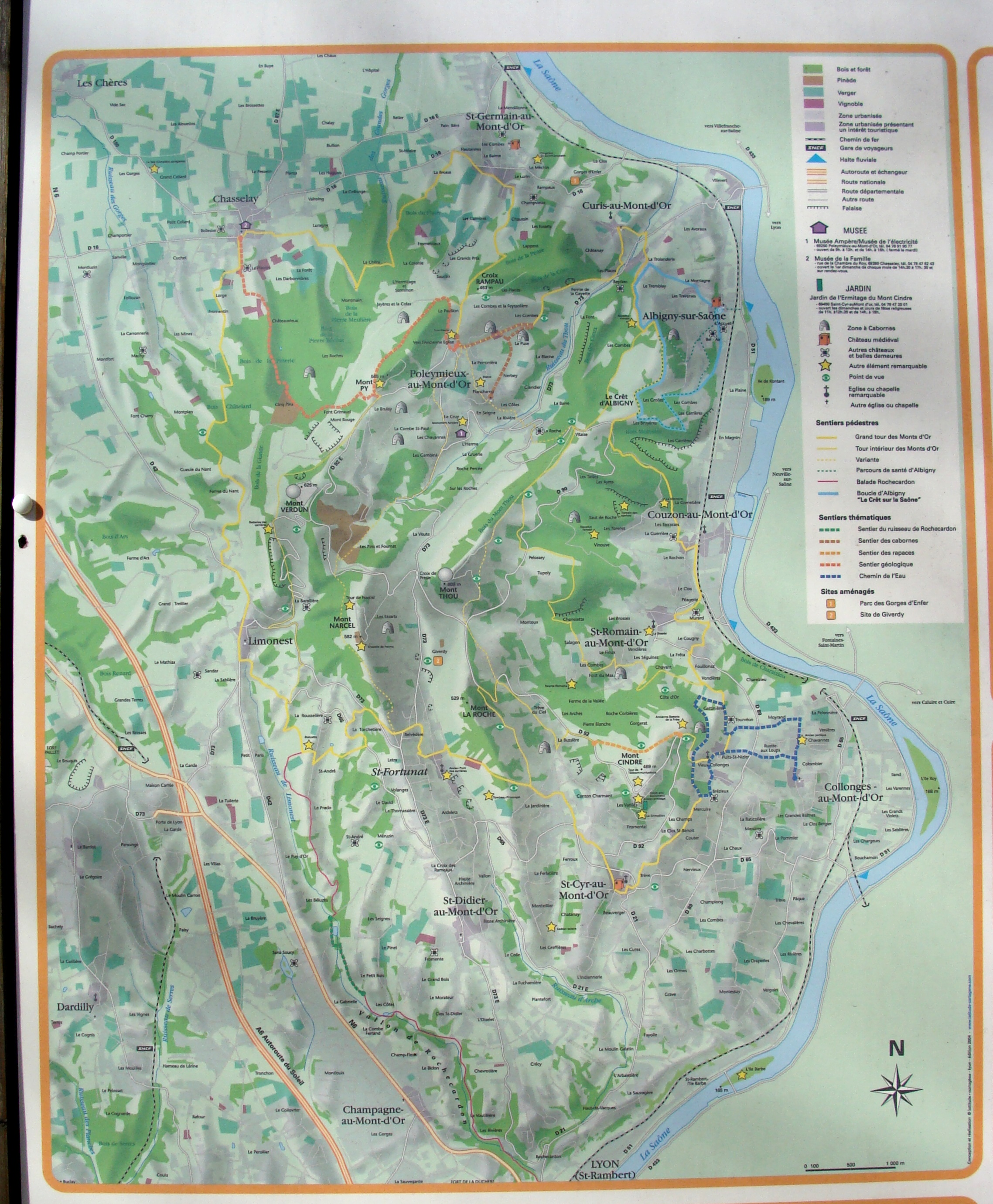
Mappa dei Monts d'Or

I monti d'Or hanno un paesaggio bocage in procinto di esser chiuso, per via del calo delle attività agricole tradizionali. Ciononostante, la flore e la fauna sono relativamente preservati. Presentano numerosi specie d'interesse nazionale o regionale, come Genista horrida, una delle ginestre dette a riccio, o la Tichodroma muraria.

### Vette
Il massiccio svetta col monte Verdun (altitudine 626 metri)
Le altre vette sono:
- il monte Thou (611 m),
- il monte Narcel (589 m),
- il monte Py (565 m),
- il monte La Roche (529 m),
- il monte Cindre (470 m), il più vicino a Lione, tradizionale appuntamento domenicale per i Lionesi, sito di stazioni radio[9],
- la Croix Rampau (463 m),
- la cresta d'Albigny (423 m),
- la cresta di Saint- Fortunat (estensione del Narcel).

Molte di queste sono occupate da installazioni militari della base aerea 942 Lione- Monte Verdun.

### Idrografia

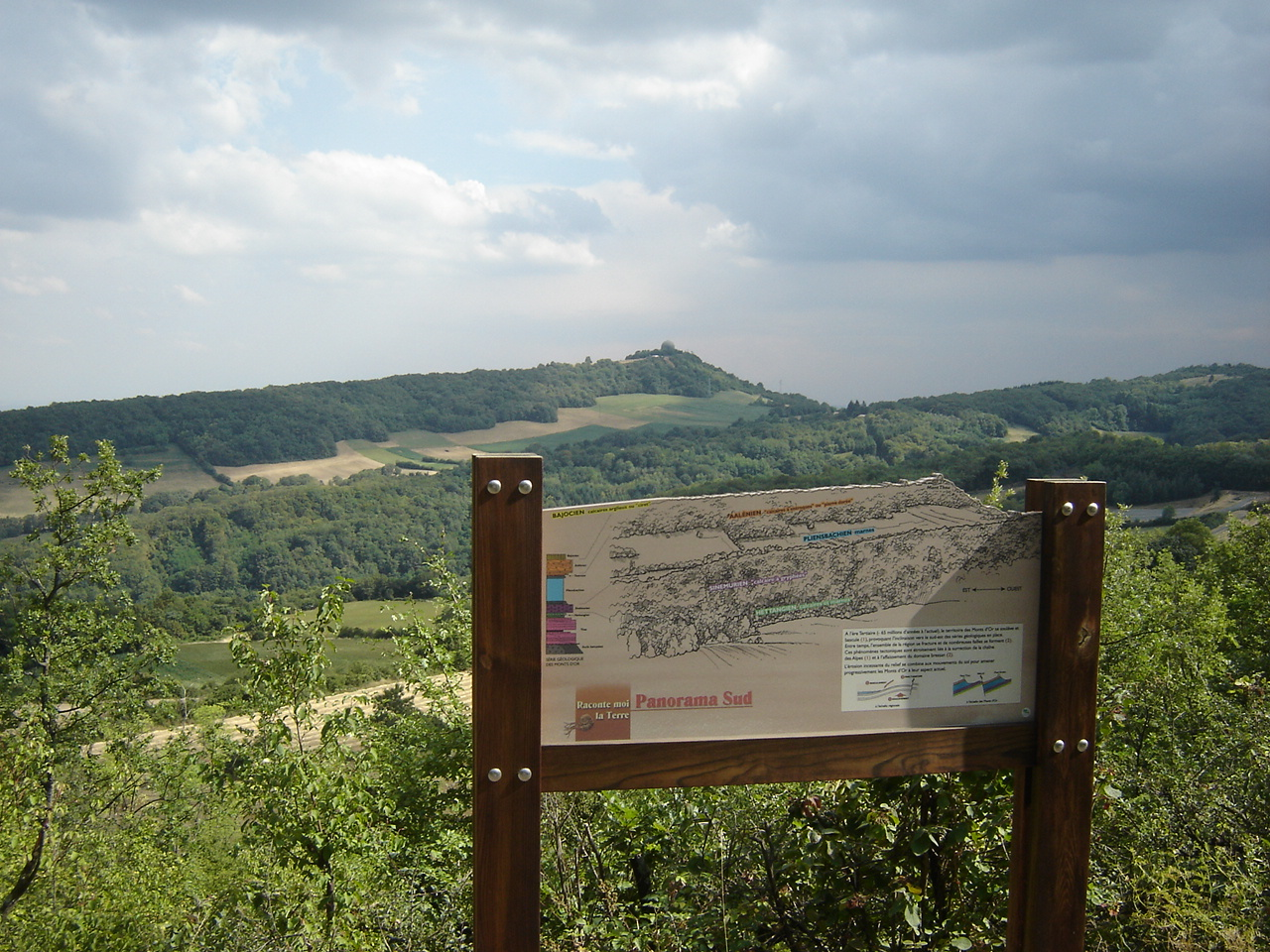
Vista interna dei Monti d'Or con Mont Thou (sentiero geologico Poleymieux - Chasselay)

I monti d'Or presentano molte sorgenti. Diverse estrazioni sono state effettuate dall'Antichità dalle popolazioni locali. I Romani le utilizzarono per costruire l'acquedotto dei monti d'Or, primo acquedotto antico di Lione.
Sul massiccio esistono tre ruscelli, tutti affluenti della Soana: il Thoux nel cuore del massiccio, i ruscelli di Arche e di Rochecardon al sud.

## Patrimonio
Nei monti d'Or vi sono insediamenti umani fin dai tempi più antichi. I reperti archeologici comprendono pietre focaie intagliate risalenti al neolitico, ma anche delle ceramiche e tegulae ( tegole piatte) dell'epoca romana.

### L'acquedotto del monte d'Or

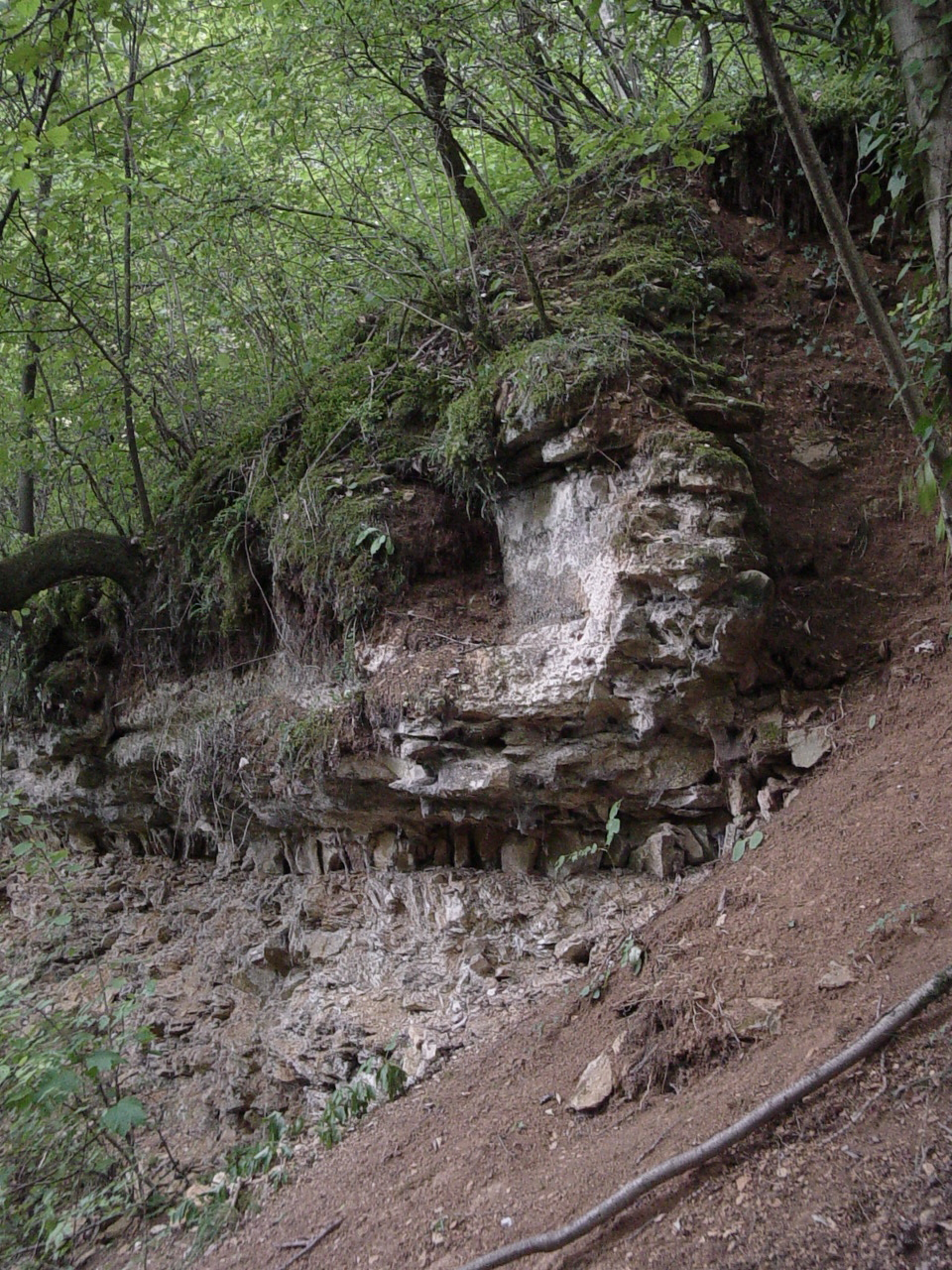
Resti dell'acquedotto romano di Couzon-au-Mont-d'Or

I romani costruirono nei monti d'Or un acquedotto destinato all'approvvigionamento di Lione. Datato tra il 30 a.C. e il 150 d.C., lungo 26 kilometri, prendeva l'acqua nella valle di Poleymieux, detta hameau de Gambins, e costeggiava il massiccio a est (il suo tracciato è visibile per alcuni punti a Curis, Albigny, Couzon e Saint- Romain).
Costruito a 300 m dalla collina, aveva una pendenza da 1 a 1,5 mm per m. Il suo volume interiore era di circa 50 × 60 cm, per una morsa esterna di circa 1,50 x 1,90 m, cosa che garantiva un debito teorico massimo di 12 000 m3 per 24 ore.
Inoltre, include due opere d'arte: la botte sifone della valle delle Rivières, che oltrepassava il ruscello di Rochecardon tra Saint- Didier e Champagne- au- Mont- d'Or detto Le Bidon, e quello di Écully, che oltrepassava il ruscello dei Planches detto Les Massues. Sono stati smantellati dall'epoca delle grandi invasioni, per recuperare le pietre e il piombo dei tubi. Gli ultimi resti del sifone di Écully sono spariti all'inizio del XIX secolo.

### Le cave

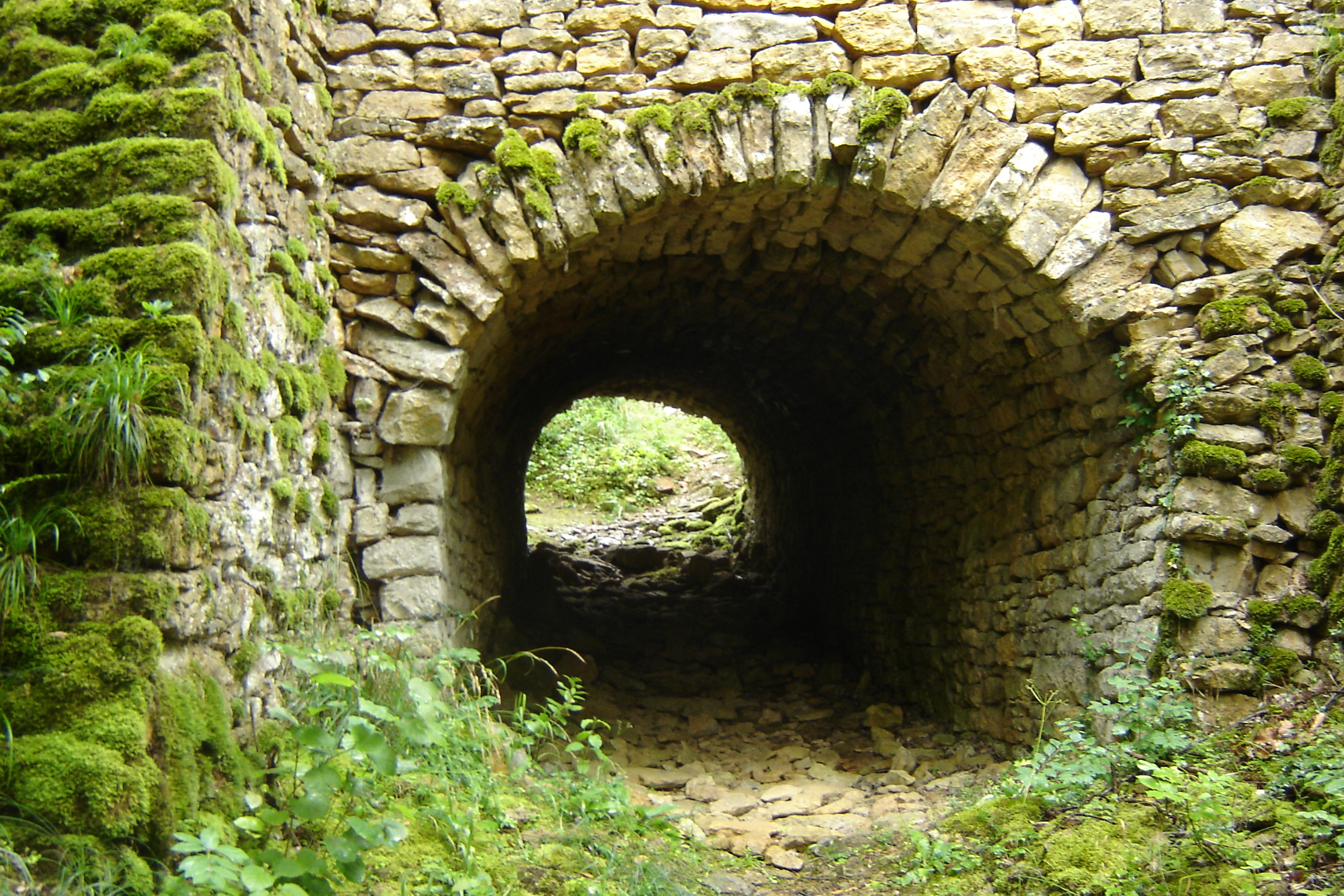
Uno dei “tunnel di cava " di Couzon XIX secolo).

Molte cave di pietra sono state sfruttate dall'epoca romana fino alla fine del XX secolo. Le pietre estratte sono state per lo più:
- la "pietra grigia" ( calcarea con gryphea del sinemuriano)
- la "pietra gialla del Couzon" ( calcarea con crinoidea dell'aaleniano conosciuta anche con il nome di " pietra dorata del Beaujolais" )
- la "pietra di Lissieu" ( calcarea con ooliti del bathoniano, anche conosciuta con il nome di " pietra di Lucenay" )

Queste pietre sono state la base di molte costruzioni della regione. A Lione, la Basilica Saint- Martin d' Ainay, la Cattedrale Saint- Jean, la Chiesa Saint- Nizier e il Palazzo Saint- Pierre sono in pietra di Lissieu. La Chiesa di Couzon è in pietra di Couzon.
Anche se la maggior parte delle cave sono state riempite, queste estrazioni hanno lasciato tracce dappertutto nel paesaggio, a cominciare dai grandi fronti grandi come quelli di Curis e Couzon. L'estrazione è stata particolarmente intensa durante il XIX secolo, prima a Curis, poi a Cuzon dal 1830. 115.000 m3 di pietre vennero estratti sul territorio solo nel 1842. Per proseguire le estrazioni in alcune valli vicine, i Carrier costruirono delle strutture col muro a secco chiamate " tunnel di cava". Si tratta di un insieme di muri enormi di sostegno e di tunnel che permettono il trasporto delle pietre verso la Saona, limitando così la necessitò di evacuare i " banchi sbagliati". Alcuni di questi tunnel raggiungevano delle lunghezze notevoli (700 m quello di Albigny-sur-Saône). Alcuni sono ancora visibili come quello di Vinouve, nel bosco a sud di Couzon..
Le altre attività tradizionali erano l'agricoltura, la viticultura e l'allevamento di capre in stabulazione. Vi erano più di 20 000 capre in alcuni periodi. Si nutrivano di cavoli e di foglie di vite fermentata, così da produrre un formaggio dal gusto particolare.

### Le capanne

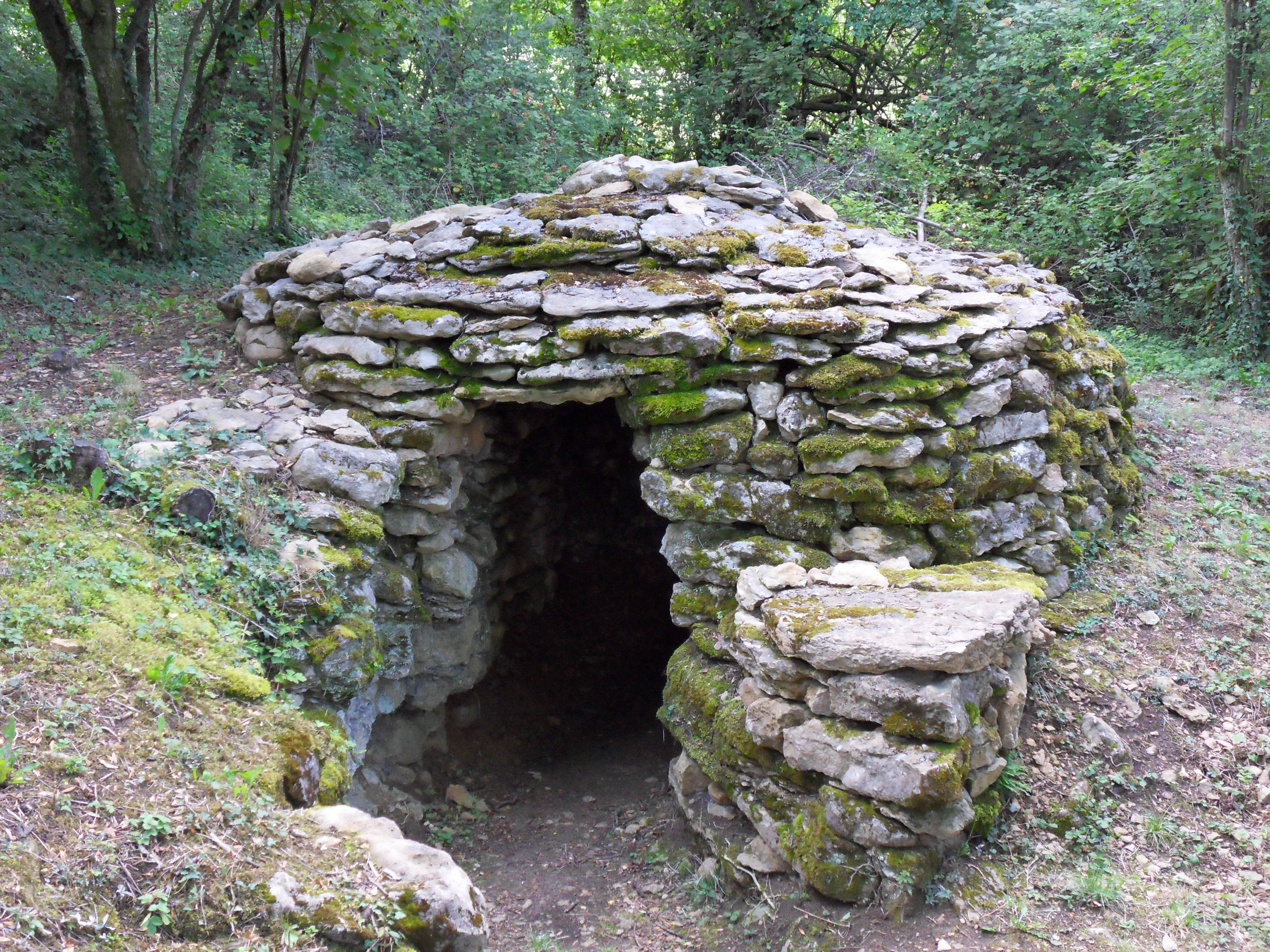
Una caborne a Saint-Didier

Le "caborne" , le capanne in dialetto lionese, sono delle costruzioni di muro a secco presenti in tutta la ragione. Ne restano tra 400 e 500, di cui una parte sono state restaurate da alcune associazioni. Molte sono state costruite recentemente (XIX secolo). Fungevano da rifugio a tutte le piccole popolazioni agricole e di trasportatori dei monti d'Or.
Di forma quadrata, circolare o non, ha una volta in pietra che potrebbe essere un arco a mensola o in pietre sagomate arcuate. 
Esistono 3 percorsi pedonali che permettono di scoprire queste cave: il "sentiero delle caborne" a Poleymieux, il "sentiero della pietra" a Saint-Didier e il "sentiero dell'Uomo e del paesaggio" inaugurato nel giugno 2016 a Saint-Cyr-au-Mont-d'Or.

### Le fortezze

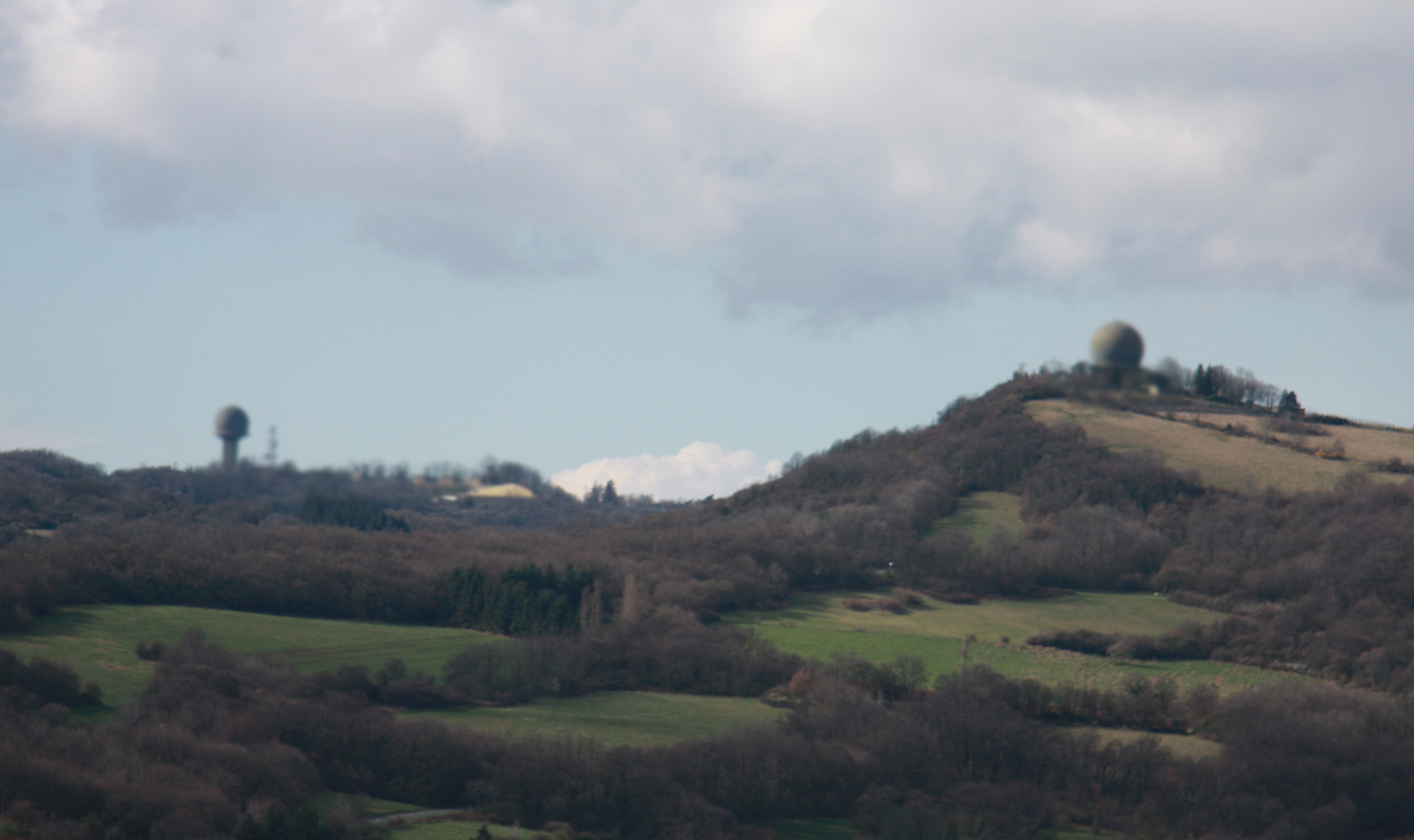
I due radar di palme, foto scattata dal Mont Cindre

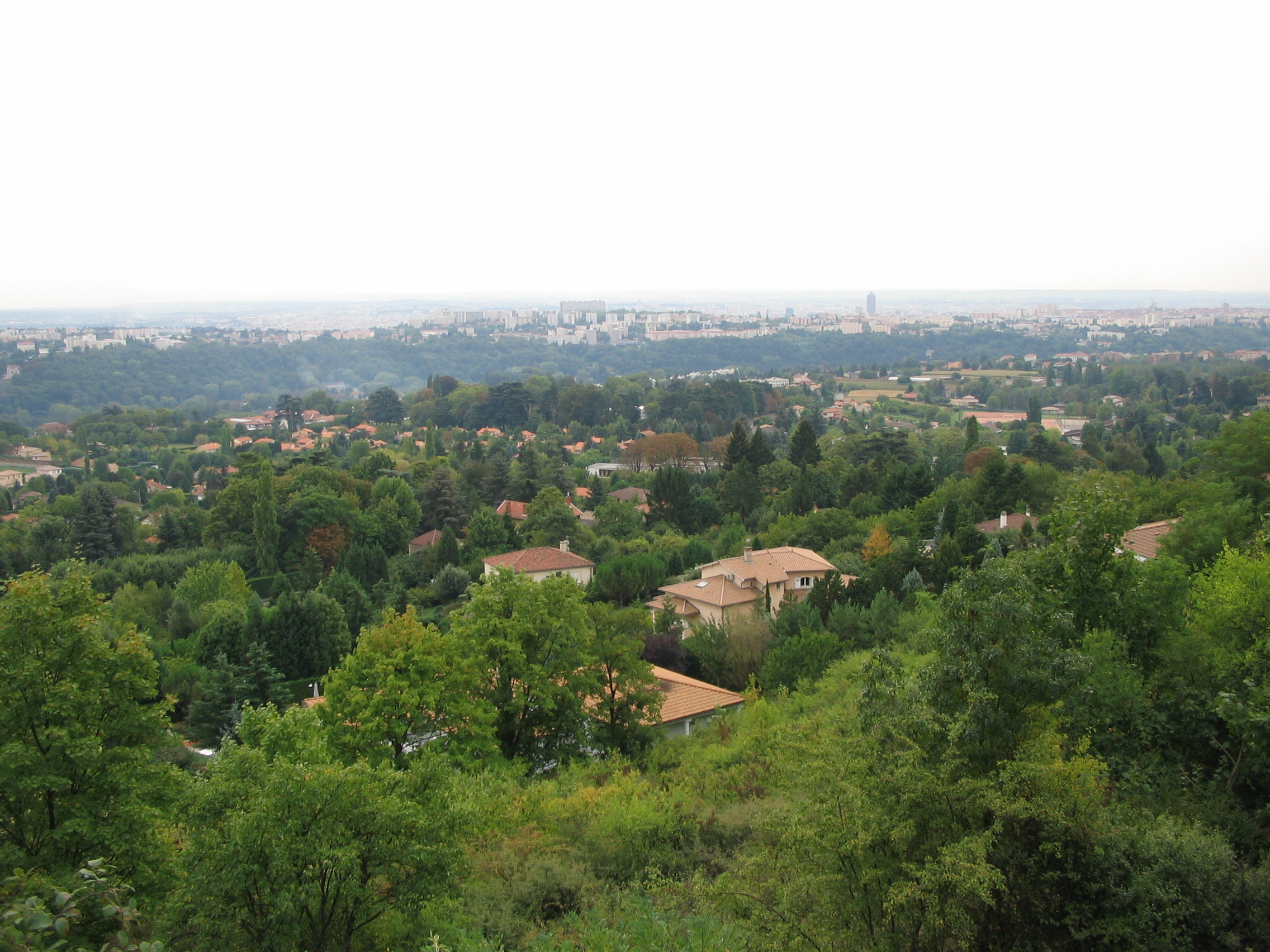
Vista da una decina di chilometri da Lione.

Dopo la guerra del 1870, l'esercito francese costruì sui monti d'Or numerosi edifici difensivi come " la deuxième ceinture de Lyon", la fortezza del Monte Verdun e le sue batterie di copertura: la batteria dei Carrières, la batteria della Freta, la batteria di Narcel e la batteria del Monte Thou. Alcuni di questi edifici sono ancora oggi visibili. La batteria dei Carrières è abbandonata e può essere visitata.
La fortezza del Monte Verdun ospita la base di controllo aereo 942 dell'aeronautica militare francese(Base aérienne 942 Lyon-Mont Verdun). Una parte della base è sotterranea. Da Lione, si possono scorgere alcune strutture, in particolare le voluminose radome che si trovano sulla vetta del Monte Thou (distrutto nel dicembre 2016) e del monte Verdun.

## Comuni dei monti d'Or
- Albigny-sur-Saône
- Champagne-au-Mont-d'Or
- Chasselay
- Collonges-au-Mont-d'Or
- Couzon-au-Mont-d'Or
- Curis-au-Mont-d'Or
- Limonest
- Lissieu
- Poleymieux-au-Mont-d'Or
- Saint-Cyr-au-Mont-d'Or
- Saint-Didier-au-Mont-d'Or
- Saint-Germain-au-Mont-d'Or
- Saint-Romain-au-Mont-d'Or

Ad eccezione di Chasselay, questi comuni fanno parte della comunità urbana di Lione, sostituita dalla metropoli di Lione dal 1º gennaio 2015.
I comuni dei monti d'Or, godendo dell'ambiente eccezionale e della vicinanza alla città di Lione, accolgono principalmente una popolazione benestante. Infatti, Saint-Didier-au-mont-d'Or e Saint-Cyr-au-Mont-d'Or sono tra i 100 comuni più ricchi della Francia.